# 山之村
山之村（やまのむら）は、は岐阜県飛騨市(旧神岡町)にある地区で、標高850〜1000mの盆地に所在する7つの集落の総称。地名として載らないことから「地図に無い村」と称され、山村景観の美しさから朝日新聞社の「にほんの里100選」に指定されている。冬季に積雪3mを越すこともある豪雪地帯。

## 概要
山之村は南西より伊西、森茂、岩井谷、下之本、瀬戸、和佐府、打保の7集落からなる地区で、このうち平地の広い森茂が地区の中心部で公共施設も集中している。
神岡への伊西峠、双六谷への山吹峠、富山への有峰林道の3方向に車道が通じているが、冬季は伊西峠以外通行止めとなる。

## 歴史
山之村地区には信州から富山に通じる鎌倉街道が戦国時代より存在しており、信州上高地より双六谷沿いに上がって山吹峠に出て、森茂ではほぼ尾根伝いに岩井谷に出て、下之本・和佐府と通り唐尾峠より越中・有峰に出た 
越中の有峰東谷より木地師達が良材を求めて山越えで打保集落に住み着いたのが山之村の始まりとされる。その次に有峰西谷より唐尾峠越えで和佐府に住居を構えたとされる。両集落では木地師屋敷跡が山奥の方で見つかることから、集落も山奥から谷よりの現在地まで下っていったと思われる。
1980年頃でも言葉のアクセントが集落ごとに異なり、南側の伊西、森茂は飛騨の南吉城系で奥五ヶ村では越中系である　

## 気候
冬季は最低気温20度を下回ることもある高冷地で、ときにダイヤモンドダストが発生するほどである
積雪3mを越えることもある豪雪地帯で、昭和44(1969)年の豪雪では、交通が遮断される中、流感が蔓延し無医村化した所にヘリコプターが救援に向かった。

## 地理
有峰から神岡町船津まで続く標高1000〜1300m程度の準平原状の高地があり、その間の谷に集落が点在している。集落のある谷は神通川水系跡津川上流の打保谷川であるが、跡津川本流とは峡谷の断崖で隔絶されており、道路が通じていないので集落へのアクセスは峠越えとなる。
地区の東部では打保谷川水系を越えて北ノ俣川(双六川上流)水系の黒部五郎岳までが地区内に含まれている。
- 山：大鼠山、南俣山、桑崎山、寺地山、北ノ俣岳、中ノ俣岳(黒部五郎岳)、

- 川：打保谷川(跡津川上流)、北ノ俣谷(双六川上流

- 峠 ：伊西峠、山吹峠、唐尾峠

## 地質
山之村地区の標高900〜1200mの高原地帯は手取層群があり、基盤岩として船津花崗岩類と接している。手取層群のうち中俣乗越砂岩部層と和佐府砂岩泥岩部層からは植物化石が産するが、あまり保存状態はよくない

### 応用地質
- 下之本鉱山

下之本鉱山は下之本花崗閃緑岩と手取層群の間にある金・銀鉱脈鉱床で、明治35(1902)年に地元の人が発見した、同37(1904)年に三井の所有となった。

## 自然
- 深洞原生林

山之村高原と呼ばれる高標高の割になだらかな山地が特徴で、特に東部に深洞原生林および深洞湿原がある。大鼠山はネズコの木が多いことが由来とされ、他にブナの大木や、ツガ、トウヒ、シラビソ、ウダイカンバ、シラカンバ、イヌツゲの原生林となっている。大鼠山南東部には深洞湿原があり、ミズゴケの他にニッコウキスゲ、コバイケイソウ、ミズバショウの大群落が見られる。
深洞原生林は200haの面積を持つ自然観察教育林として指定・保護されている。
深洞湿原の植物-  アカモノ、シラタマノキ、ニッコウキスゲ、マイヅルソウ、タケシマラン、ワタスゲ、ミカヅキグサ、モウセンゴケ、ゴゼンタチバナ、ヒメイチゲ、ミツバオウレン、クロマメノキ、ハイイヌツゲ、アカミノイヌツゲ、ノリウツギ、レンゲツツジ、クロウスゴ、ハクサンシャクナゲ、ミヤマトリカブト
- 北ノ俣・水の平自然環境保全地域(飛越新道)

飛越新道は飛越トンネル南側より寺地山・北ノ俣岳に上がる登山道で、強い季節風により一部湿原化し、高山植物が非常に豊富である。このうち水の平は飛越新道から分岐した神岡新道の標高1650m地点にある1haの盆地でミズバショウやリュウキンカが多く、キンバイソウやニッコウキスゲも見られる。
他に氷期遺存種としてヤチスギランも自生している。

## 名所・特産品
- 寒干し大根

寒干し大根は山之村の畑で獲れた大根を用いて、冬季に最低気温マイナス20度まで下がる気候と日中の寒暖差を利用した特産品で、1ヶ月ほど軒下に晒すことで甘みが増す
- 山之村牧場

ジャージー種の乳製品や牛製品を製造しており、乗馬体験も可能。
- 中河与一文学資料室

山之村は恋愛小説「天の夕顔」の作品の舞台として知られており、「天の夕顔」の作者、中河与一氏の文学資料室が山之村牧場のエントランスにある
- ダイヤモンドダスト
- 深洞湿原

## 交通
神岡市街まで20km程度の岐阜県道484号打保神岡停車場線(伊西トンネル・伊西峠)、上宝まで20kmほどの大規模林道高山・大山線(山吹峠)、富山まで50kmほどの有峰林道(飛越トンネル)の計3つの車道が通じている。しかし、伊西峠の道以外は冬季通行止めである。